# NGC 5897
NGC 5897 (również GCL 33 lub ESO 582-SC2) – gromada kulista znajdująca się w gwiazdozbiorze Wagi. Odkrył ją 10 marca 1785 roku William Herschel. Jest oddalona o 40,8 tys. lat świetlnych od Słońca i o 24,1 tys. lat świetlnych od centrum Galaktyki.